# Restaurant gastronomique
 (août 2018).
Si vous disposez d'ouvrages ou d'articles de référence ou si vous connaissez des sites web de qualité traitant du thème abordé ici, merci de compléter l'article en donnant les références utiles à sa vérifiabilité et en les liant à la section « Notes et références ».

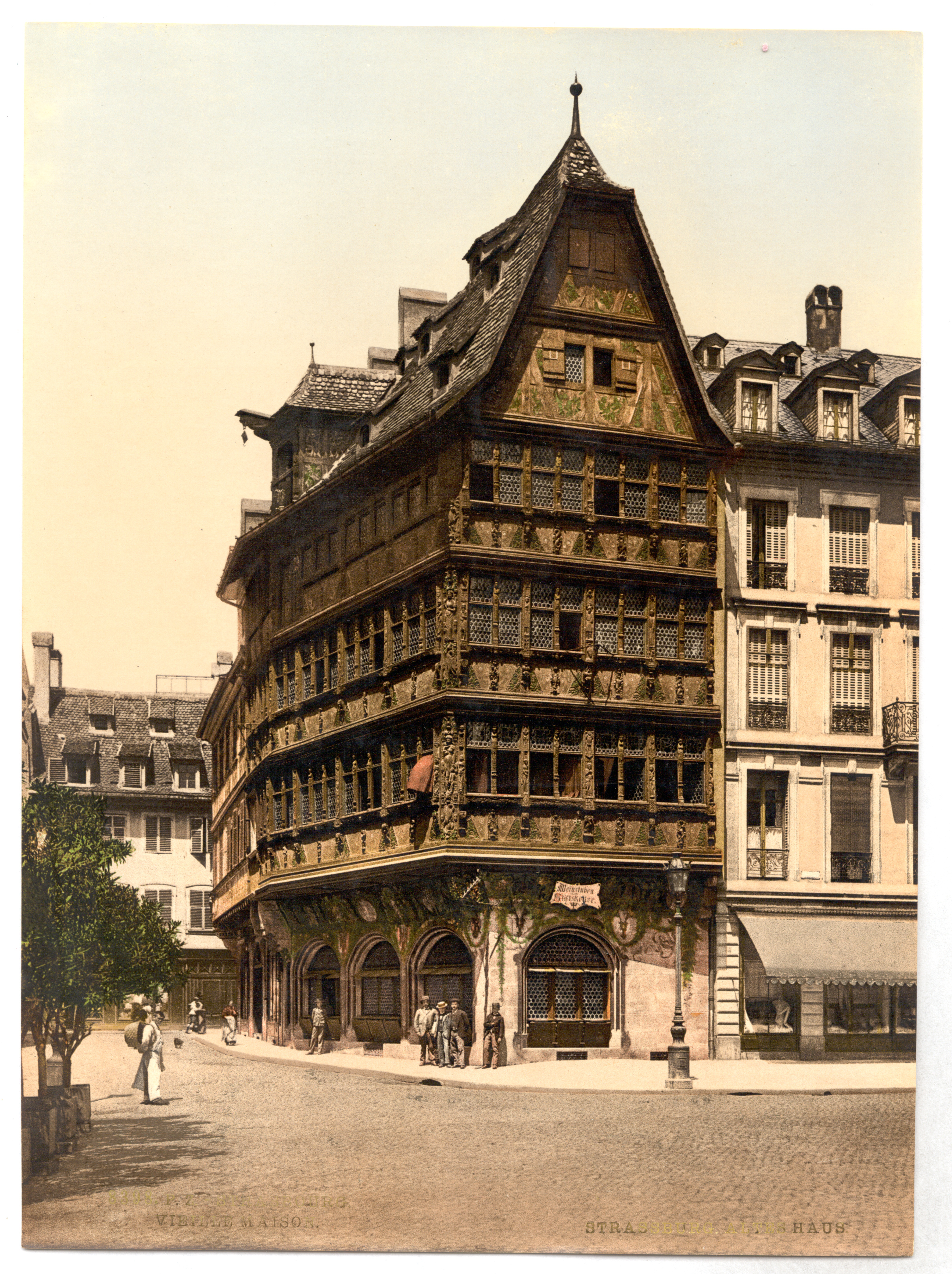
Un restaurant « gastronomique » dans une demeure historique de Strasbourg.

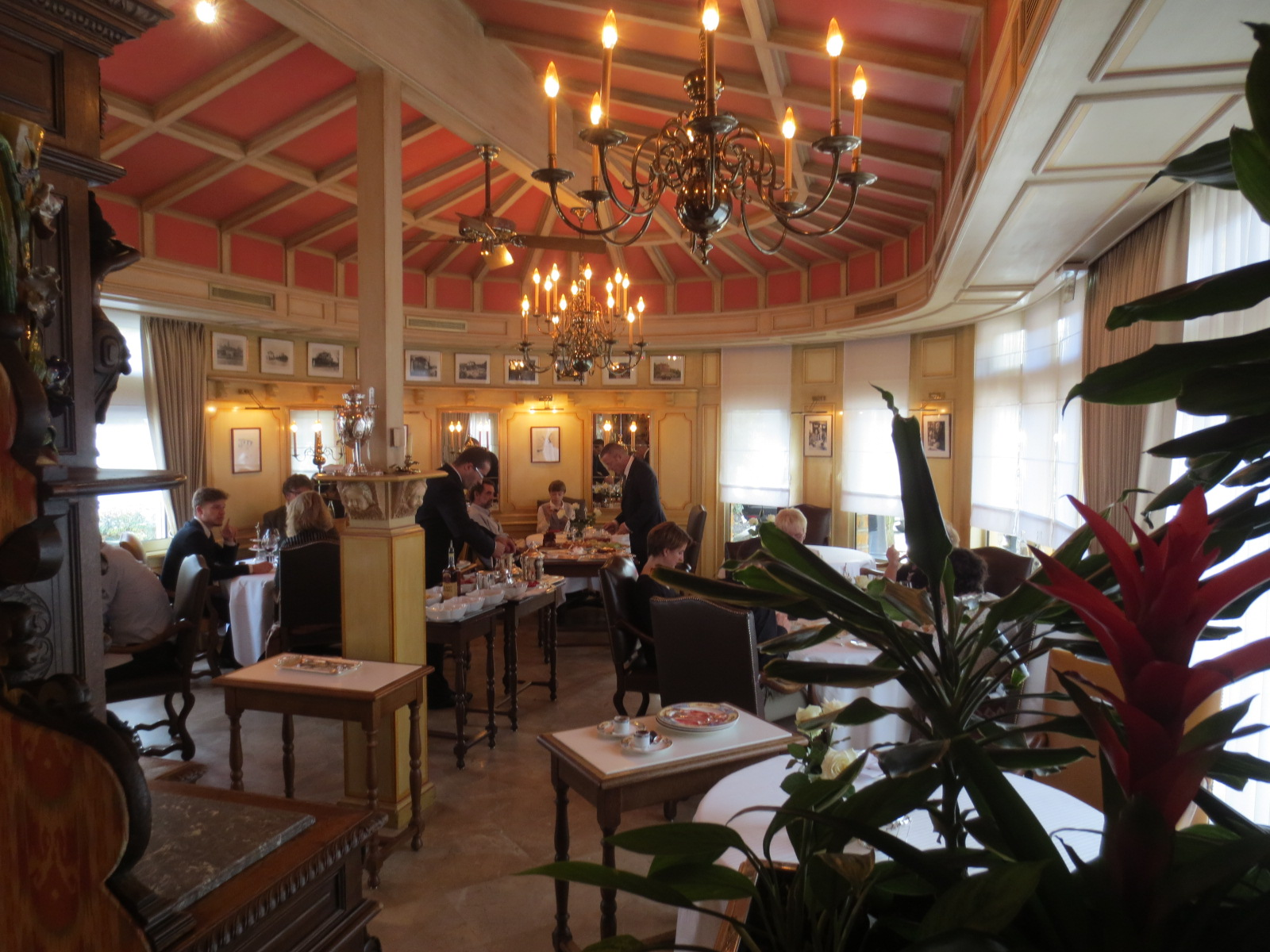
Salle du restaurant l’Auberge du Pont de Collonges de Paul Bocuse.

Un restaurant gastronomique est un restaurant qui cherche à mettre la gastronomie à l'honneur :  plats de qualité, cave honorable, accueil attentif, service soigné et cadre agréable.
La caractéristique principale des restaurants qualifiés de « gastronomiques » consiste à proposer des menus variant selon la complexité et ou la valeur des plats proposés. Ce genre de restaurant propose en général un menu avec plat de viande et plat de poisson. En outre, le cadre intérieur de l'établissement, l'espace entre les convives doit respecter certaines règles.
Les restaurants gastronomiques sont, éventuellement, évalués par des guides gastronomiques dont les plus connus sont le guide Michelin et le Gault et Millau.

## Cuisine
Dans le contexte d'un restaurant gastronomique, le chef cuisinier, qui peut être patron ou copropriétaire de l'établissement (à l'exemple, en France, de Paul Bocuse, Michel Guérard, Alain Senderens, Michel Trama, Marc Haeberlin ou Alain Passard), régente le plus souvent une brigade de cuisiniers et de commis de cuisine.
Il est responsable :
- de la conception de la carte et de son évolution, éventuellement en collaboration avec un restaurateur l'employant,
- de la mise au point des fiches techniques des plats,
- de l'approvisionnement en produits agricoles de qualité (vins, viandes, légumes, fruits, salaisons, etc)
- de la mise en place, de l'exécution des éléments des plats,
- du dressage des mets, de leur contrôle au passe-plat, de leur mise à disposition pour le service au bon moment,
- de la gestion des coûts des aliments,
- des écarts et des pertes.

Pendant les années 1970-1980, les chefs propriétaires d'établissement furent les vedettes de la « Nouvelle Cuisine ». En raison des difficultés financières (lourds investissements d'installation), les bons et très bons cuisiniers sont, maintenant, plus souvent employés par des groupes, généralement hôteliers (palaces, hôtels de chaîne haut de gamme).